# Lorenza Correa
Pour les articles homonymes, voir Correa.
 (décembre 2023).
La mise en forme du texte ne suit pas les recommandations de Wikipédia : il faut le « wikifier ».
Les points d'amélioration suivants sont les cas les plus fréquents. Le détail des points à revoir est peut-être précisé sur la page de discussion.
- Les titres sont pré-formatés par le logiciel. Ils ne sont ni en capitales, ni en gras.
- Le texte ne doit pas être écrit en capitales (les noms de famille non plus), ni en gras, ni en italique, ni en « petit »…
- Le gras n'est utilisé que pour surligner le titre de l'article dans l'introduction, une seule fois.
- L'italique est rarement utilisé : mots en langue étrangère, titres d'œuvres, noms de bateaux, etc.
- Les citations ne sont pas en italique mais en corps de texte normal. Elles sont entourées par des guillemets français : « et ».
- Les listes à puces sont à éviter, des paragraphes rédigés étant largement préférés. Les tableaux sont à réserver à la présentation de données structurées (résultats, etc.).
- Les appels de note de bas de page (petits chiffres en exposant, introduits par l'outil «  Source ») sont à placer entre la fin de phrase et le point final[comme ça].
- Les liens internes (vers d'autres articles de Wikipédia) sont à choisir avec parcimonie. Créez des liens vers des articles approfondissant le sujet. Les termes génériques sans rapport avec le sujet sont à éviter, ainsi que les répétitions de liens vers un même terme.
- Les liens externes sont à placer uniquement dans une section « Liens externes », à la fin de l'article. Ces liens sont à choisir avec parcimonie suivant les règles définies. Si un lien sert de source à l'article, son insertion dans le texte est à faire par les notes de bas de page.
- La présentation des références doit suivre les conventions bibliographiques. Il est recommandé d'utiliser les modèles {{Ouvrage}}, {{Chapitre}}, {{Article}}, {{Lien web}} et/ou {{Bibliographie}}. Le mode d'édition visuel peut mettre en forme automatiquement les références.
- Insérer une infobox (cadre d'informations à droite) n'est pas obligatoire pour parachever la mise en page.

Pour une aide détaillée, merci de consulter Aide:Wikification.
Si vous pensez que ces points ont été résolus, vous pouvez retirer ce bandeau et améliorer la mise en forme d'un autre article.
Lorenza Correa (née Lorenza Núñez Correa, à Málaga en 1773 et morte après 1831 sans doute à Madrid) est une chanteuse d'opéra espagnole,,, active entre 1790 et 1810, les théâtres les plus importants de Madrid, Naples, Paris et Milan.
Selon Stendhal dans sa Vie de Rossini, il s'agit d'une « des plus belles voix féminines apparues dans les quarante dernières années ».

## Biographie
Fille des acteurs Petronila Moraux et Roque Núñez, Lorenza Correa prend le nom d'artiste de son parrain, l'acteur José Correa. Quelques sources fixent ses débuts à l'âge de douze ou quinze ans dans des œuvres populaires et des opéras italiens. La première référence dans la presse apparaît dans une chronique du samedi 16 juin de 1787 dans le journal El Correo à propos d'un spectacle donné au Colisée des Caños du Peral, à Madrid.
En 1794, elle se marie avec l'acteur Manuel García Parra. En 1803, accompagnée par son mari, elle voyage en Italie, où elle est l'élève de Carlo Marinelli, puis à Paris,. En 1805, elle chante au Théâtre Regio de Turin dans l'opéra Sofonisba de Vincenzo Federici. Elle débute en 1811 à La Scala de Milan, puis en 1813 dans le Tamerlano de Simone Mayr. En 1813, elle crée Aureliano in Palmira de Gioacchino Rossini.
À partir de 1818, elle retourne en Espagne où elle chante Le Barbier de Séville au Teatro del Príncipe. En 1831, elle obtient une pension du roi Ferdinand VII.
On ignore la date et le lieu de sa disparition.

## Hommages
Le nom de Lorenza Correa est donné à des rues de Málaga et de Madrid.